# كلابية
كُلَّابِيَّة (بضم الكاف وتشديد اللام ثم كسر الباء) جماعة إسلامية، سنية. ظهرت في النصف الأول من القرن الثالث الهجري على يد عبد الله بن كلاب.
قامت الكلابية دفاعاً عن مذهب السلف، ضد المعتزلة والجهمية وغيرهم. اعتمدت الكُّلابية على المنهج الحجة والبرهان العقلي (عُرف فيما بعد بعلم الكلام) والتي كان المعتزلة يعتمدونه، وكان النقليون (أهل الحديث) الذين تقيدوا بالنص غير قادرين في الرد على المعتزلة بالحجة والبرهان العقلي، فاتخذت الكُلابية منهج الحجة والبرهان العقلي لإثبات معاني النصوص النقلية كما فهمها السلف.
تزعَّم ابن كُلَّاب جماعةً تتكوَّن أساسًا من طلاب الشافعي المباشرين والجيل الثاني منهم، وكان منهم الكَرابيسي، والقَلانسي، والمحاسبي، والبخاري، وأبو ثور، وداود الظاهري.
اشتهر الكلابية بانتقادهم الشديد لللجهمية والمعتزلة والمشبِّهة والمجسمة باستخدام الأساليب العقلية (علم الكلام) للدفاع عن عقيدة سلفية في الإسلام السني.
وقد خالفوا عقيدة المعتزلة في مسألة خلق القرآن (خلق القرآن) من خلال إدخال تمييز بين كلام الله (اسموه الكلام النفسي) ونطقه.
وقد أثنى عليهم عدد من العلماء المشهورين، منهم ابن عساكر، تاج الدين السبكي، ابن حجر العسقلاني، ابن خلدون، ابن أبي زيد القيرواني، ابن قاضي شهبة، جمال الدين الإسنوي، كمال الدين البياضي في كتابه إشارات المرام، أبو منصور البغدادي في كتابه كتاب أصول الدين، والشهرستاني في الملل والنحل، والكوثري.

## النشأة والتطور
نشأت الكلابية على يد عبد الله بن سعيد بن كلاب الذي عاش في زمن شهد سطوة المعتزلة وتسلطهم واستمالتهم للخلفاء، وبلغ ذلك ذروته في عهد الخليفة المأمون بن هارون الرشيد، واستمر في عهد المعتصم والواثق إلى أن رفع الله هذا البلاء في زمن المتوكل. وقد وقعت مناظرات ومساجلات بين ابن كلاب وبين المعتزلة والجهمية، وأراد ابن كلاب نصرة عقيدة السلف الصالح بالطرق والبراهين العقلية والأصولية؛ حتى عده كثير من المؤرخين للفرق من متكلمة أهل السنة والجماعة.
قال الإمام الشهرستاني في (الملل والنحل): (حتى انتهى الزمان إلى عبد الله بن سعيد الكلابي وأبي العباس القلانسي والحارث بن أسد المحاسبي وهؤلاء كانوا من جملة السلف، إلا أنهم باشروا علم الكلام وأيدوا عقائد السلف بحجج كلامية وبراهين أصولية، وصنَّف بعضهم ودرَّس بعض، حتى جرى بين أبي الحسن الأشعري وبين أستاذه مناظرة في مسألة من مسائل الصلاح والأصلح، فتخاصما وانحاز الأشعري إلى هذه الطائفة، فأيَّد مقالتهم بمناهج كلامية، وصار ذلك مذهباً لأهل السنة والجماعة، وانتقلت سمة الصفاتية إلى الأشعرية).
والمحاسبي والقلانسي وغيرهما، هم من تلامذته الذين نشروا مذهبه، إلى أن تلقف هذا المذهب في القرن الرابع الهجري كل من أبي منصور الماتريدي المتوفى سنة(ت 333 هـ)، وأبي الحسن الأشعري المتوفى سنة(ت 324 هـ)، فنشرا أقوال ابن كلاب، وأشاعاها، وهكذا تطور المذهب الكلابي على أيدي هؤلاء ومن جاء بعدهم من الماتريدية والأشعرية.
وليس الإمام الأشعري وحده الذي كان على طريق الإمام ابن كلاب، بل كان على نفس المعتقد أئمة كبار مثل الإمام البخاري. قال الحافظ ابن حجر العسقلاني: (البخاري في جميع ما يورده من تفسير الغريب إنما ينقله عن أهل ذلك الفن كأبي عبيدة والنضر بن شميل والفراء وغيرهم، وأما المباحث الفقهية فغالبها مستمدة له من الشافعي وأبي عبيد وأمثالهما، وأما المسائل الكلامية فأكثرها من الكرابيسي وابن كُلاَّب ونحوهما).

## معتقدهم
«معتقدهم أن الكلام معنى قائم بنفس الرب ليس بحرف ولا صوت، والكلام لازم لذات الرب كلزوم العلم ولزوم الحياة والسمع والبصر، وهو أربعة معان في نفسه: الأمر، والنهي، والخبر، والاستفهام. أما الحروف والأصوات فليست من كلام الله، فليس كلام الله حرفا ولا صوتا، بل الحروف والأصوات حكاية عن كلام الله دالة عليه، وأما الكلام فليس بحرف ولا صوت، بل هو معنى قائم بنفس الرب، لكن هذه الحروف والأصوات حكاية عن كلام الله تدل عليه حكاها جبريل أو حكاها محمد، وهو أربعة معان في نفسه: الأمر، والنهي، والخبر، والاستفهام.»
بحسب رؤية الأشاعرة والماتريدية؛ اتبع عبد الله بن كلاب عقيدة السلف، حيث نصر عقيدة السلف بالبراهين العقلية والحجج الكلامية في مواجهة الفلاسفة والمعتزلة والفرق الأخرى المخالفة لأهل السنة والجماعة وكثير من هؤلاء لا يقنع إلاّ بالأقيسة المنطقية، ومنهم فلاسفة لا يقطعهم إلا دليل العقل. فواجههم ابن كلاّب وأصحابه بأسلوبهم مدافعًا عن عقيدة أهل السنة لكي لا يتأثر العوام بأقوال المعتزلة والفرق المخالفة الأخرى. وبحسب هذا الطرح، وافق الكلابية الأثرية في مجمل عقائدهم.
في حين يرى السلفية أنهم خالفوا السلف في بعض المسائل، منها:
1. إثبات الأسماء والصفات إجمالاً، سوى الفعلية منها والاختيارية، وكان الناس قبل ابن كلاب إما مثبت للصفات أو ناف لها، فجاء بهذا التفريق في الصفات، فكان أول قائل به.[14] كما أول بعض الصفات: مثل تأويله لصفة الأصابع بأنها نعم الله.[15]
2. يعتقدون أن القرآن ليس كلام الله حقيقة ولكنه حكاية عنه، وأنه كلام الله هو معان قديمة قائمة بنفس الله، وليس بحروف ولا أصوات. وإن كانوا يقرون بأن القرآن كلام الله غير مخلوق.
3. يقولون أن الإيمان هو التصديق القلبي، وأنه قول باللسان، وأنه لا يزيد ولا ينقص، وأنه يجب الاستثناء فيه، وأن مرتكب الكبيرة مؤمن كامل الإيمان. ولا يدخلون عمل الجوارح في تعريف الإيمان..
4. يعتقدون أن أخبار الآحاد لا توجب علماً.

يقول الذهبي نقلا عن ابن خزيمة أن الإمام أحمد بن حنبل كان من أشد الناس على ابن كلاب وأصحابه. قال ابن الجوزي في المنتظم: «كان الإمام أحمد بن حنبل ينكر على الحارث المحاسبي خوضه في الكلام، ويصد الناس عنه، فهجره أحمد فاختفى في داره ببغداد، ومات فيها». وروى الهروي أن أبو بكر ابن خزيمة نفسه لعنهم وكذبهم وتبرأ منهم. في حين يفسر تاج الدين السبكي نقد ابن حنبل للمحاسبي لخوضه في علم الكلام كان «خوفا أن يجر ذلك إلى ما لا ينبغى»، وتابع «والظن بالحارث أنه إنما تكلم حين دعت الحاجة ولكل مقصد والله يرحمهما» ثم أردف رواية في طبقاته يثني فيها ابن حنبل على المحاسبي.

## من أعلام الكلابية
- أبو الحسن الأشعري.
- الحارث المحاسبي.
- أبو العباس القلانسي.
- أبو علي الثقفي.
- أبو بكر الصبغي.
- أبو الحسن بن مهدي الطبري.
- أبو العباس الضبعي.
- أبو سليمان الدمشقي.

قال ابن تيمية في مجموع الفتاوى: «وكان ممن اتبعه - أي: ابن كلاب - الحارث المحاسبي وأبو العباس القلانسي ثم أبو الحسن الأشعري وأبو الحسن بن مهدي الطبري وأبو العباس الضبعي وأبو سليمان الدمشقي وأبو حاتم البستي وغير هؤلاء: المثبتين للصفات المنتسبين إلى السنة والحديث المتلقبين بنظار أهل الحديث».

## الانتشار
تلقف الأشعرية والماتريدية أصول الكلابية وطوروها وزادوا عليها، فحيثما وجد الأشعرية والماتريدية فهم حاملوا أصول الكلابية. ومن المعلوم أن كثيراً من الشافعية والمالكية هم من الأشعرية، وكثيراً من الحنفية هم من الماتريدية. وهذا موجود في أكثر البلدان الإسلامية.